# Gmina Praszka
Die Gmina Praszka ist eine Stadt-und-Land-Gemeinde im Powiat Oleski der Woiwodschaft Opole in Polen. Ihr Sitz ist die gleichnamige Kleinstadt (deutsch: Praschkau, älter Prauska, Proszka) mit etwa 7650 Einwohnern.
Die Gemeinde liegt 15 Kilometer südlich von Wieluń am rechten Ufer der Prosna, die bis 1939 polnisch-deutsche Grenze bildete. Praszka lag beim Überfall auf Polen auf polnischer Seite (siehe Weluner Land).

## Gliederung
Die Stadt-und-Land-Gemeinde Praszka umfasst neben der namensgebenden Stadt weitere 16 Orte mit einem Schulzenamt:
| - Aleksandrów - Brzeziny - Gana - Kowale - Kuźniczka - Lachowskie - Prosna - Przedmość | - Rosochy - Rozterk - Skotnica - Sołtysy - Strojec - Szyszków - Wierzbie - Wygiełdów |

## Politik

### Bürgermeister
An der Spitze der Gemeindeverwaltung steht der Bürgermeister. Seit 2010 war dies Jarosław Tkaczyński (PO), der 2024 von Włodzimierz Stochniałek, der diesmal für das Parteienbündnis Trzecia Droga kandidierte, abgelöst wurde. Die turnusmäßige Wahl im April 2024 brachte folgendes Ergebnis:
- Jarosław Tkaczyński (Koalicja Obywatelska) 29,0 % der Stimmen
- Włodzimierz Stochniałek (Trzecia Droga) 21,7 % der Stimmen
- Leszek Grygiel (Wahlkomitee „Gemeinsam für die Gemeinde Praszka“) 21,4 % der Stimmen
- Agnieszka Karlak-Bartkowska (Wahlkomitee „Neue Energie für die Gemeinde“) 14,0 % der Stimmen
- Łukasz Damian Bilski (Wahlkomitee Łukasz Damian Bilski) 13,9 % der Stimmen

In der daraufhin notwendigen Stichwahl wurde Stochniałek, der im ersten Wahlgang noch den zweiten Platz erreicht hatte, mit 62,0 % der Stimmen gegen Amtsinhaber Tkaczyński zum neuen Bürgermeister gewählt.
Die turnusmäßige Wahl im Oktober 2018 brachte folgendes Ergebnis:
- Jarosław Tkaczyński (Koalicja Obywatelska) 40,8 % der Stimmen
- Zbigniew Kitajgrodzki (Prawo i Sprawiedliwość) 28,2 % der Stimmen
- Łukasz Damian Bilski (Wahlkomitee Łukasz Damian Bilski) 15,6 % der Stimmen
- Włodzimierz Stochniałek (Sojusz Lewicy Demokratycznej / Lewica Razem) 15,5 % der Stimmen

In der daraufhin notwendigen Stichwahl wurde Tkaczyński mit 57,3 % der Stimmen gegen den PiS-Kandidaten Kitajgrodzki wiedergewählt.

### Stadtrat
Der Stadtrat besteht aus 15 Mitgliedern und wird direkt in Einpersonenwahlkreisen gewählt. Die Stadtratswahl 2024 führte zu folgendem Ergebnis:
- Koalicja Obywatelska (KO) 26,7 % der Stimmen, 6 Sitze
- Wahlkomitee „Gemeinsam für die Gemeinde Praszka“ 21,6 % der Stimmen, 3 Sitze
- Trzecia Droga (TD) 17,4 % der Stimmen, 2 Sitze
- Wahlkomitee „Neue Energie für die Gemeinde“ 12,7 % der Stimmen, 1 Sitz
- Wahlkomitee Łukasz Damian Bilski 11,9 %, 1 Sitz
- Wahlkomitee „Unsere Gemeinde Praszka“ 9,7 % der Stimmen, 2 Sitze

Die Stadtratswahl 2018 führte zu folgendem Ergebnis:
- Wahlkomitee „Unsere Gemeinde Praszka“ 29,2 % der Stimmen, 5 Sitze
- Koalicja Obywatelska (KO) 23,5 % der Stimmen, 6 Sitze
- Prawo i Sprawiedliwość (PiS) 21,7 % der Stimmen, 2 Sitze
- Sojusz Lewicy Demokratycznej (SLD) / Lewica Razem (Razem) 10,9 %, kein Sitz
- Wahlkomitee Łukasz Damian Bilski 10,1 %, 1 Sitz
- Polskie Stronnictwo Ludowe (PSL) 4,7 % der Stimmen, 1 Sitz

### Partnergemeinden
- Bohorodtschany, Ukraine
- Mutterstadt, Deutschland